# Enda Kenny
Pour les articles homonymes, voir Kenny.
Enda Kenny (en irlandais : Éanna Ó Coinnigh) est un homme d'État irlandais membre du parti Fine Gael, né le 24 avril 1951 à Castlebar.
Élu député au Dáil Éireann en 1975, succédant à son père récemment décédé, il est brièvement ministre d'État en 1986, après dix ans d'une carrière parlementaire à l'arrière-plan. Il entre finalement au gouvernement en 1994, comme ministre du Tourisme et du Commerce. De ce poste, il obtient que le Tour de France 1998 parte de l'île.
Sa formation retrouve l'opposition aux élections générales de 1997. Ayant échoué à en prendre la tête quatre ans plus tard, il en est élu leader en 2002, à la suite de la déroute aux élections générales qui a failli lui coûter son siège. Il parvient à réunifier le parti et le faire passer devant le Fianna Fáil aux européennes de 2004. Il réussit, trois ans plus tard, à progresser de vingt sièges lors des élections générales, se maintenant toutefois dans l'opposition.
Après avoir remporté les élections européennes et locales de 2009, il fait l'objet d'une contestation interne en 2010, qu'il résout en remportant un vote de confiance du groupe parlementaire. À la suite des élections générales de 2011, durant lesquelles le Fine Gael obtient le plus grand nombre de sièges, il constitue une coalition avec le Parti travailliste et devient alors Premier ministre.
Il remporte les élections générales de 2016 avec une majorité relative, le scrutin étant marqué par l'effondrement de son partenaire de coalition. Après deux mois de blocage, il passe un accord d'investiture avec le Fianna Fáil et entame alors un second mandat. Il démissionne de toutes ses responsabilités en 2017, cédant le pouvoir à Leo Varadkar. Il ne se représente pas aux élections de 2020 et quitte la vie politique.

## Jeunesse et famille
Troisième d'une fratrie de cinq enfants, il a fréquenté l'enseignement primaire et secondaire à Castlebar, et accompli ses études supérieures à la faculté d'éducation Saint-Patrick de Dublin puis à l'université nationale d'Irlande à Galway. Il a ensuite travaillé comme instituteur.
Il est marié, depuis 1992, à Fionnuala O'Kelly, dont il a fait la rencontre à Leinster House, où elle travaillait comme attachée de presse du parti Fianna Fáil. Le couple a trois enfants.

## Vie politique

### Les débuts

#### Un très jeune député
Dès son plus jeune âge, il s'intéresse à la politique dans la mesure où son père, Henry, est élu député du parti Fine Gael, en 1954. Au début des années 1970, il s'implique directement dans la vie politique en apportant son aide à son père. Lorsque celui-ci, qui était alors secrétaire parlementaire du gouvernement, décède d'un cancer fulgurant, le Fine Gael désire que l'un de ses fils se présente à l'élection partielle consécutive, et investit Enda Kenny. Il est élu député avec 52 % des voix et fait son entrée au Dáil Éireann, dont il est alors le benjamin à seulement vingt-quatre ans.

#### Une ascension tardive
Pendant plus de dix ans, il reste à l'arrière-plan de l'opposition. Bien qu'il ait été nommé porte-parole de son parti pour la Jeunesse et les Sports, puis pour le Développement occidental, il ne parvient pas à se construire un profil national car il se concentre avant tout sur les affaires de sa circonscription. Il est ainsi maintenu à l'écart de tout poste gouvernemental lorsque le chef du parti, Garret FitzGerald, devient Premier ministre (Taoiseach) pour la première fois, 30 juin 1981, puis la seconde fois le 14 décembre 1982.
Il est cependant choisi en 1983 pour faire partie de la délégation du Fine Gael au New Ireland Forum, et participe ensuite à l'association parlementaire britannico-irlandaise (BIPA). En 1986, il est nommé ministre d'État au sein du ministère de l'Éducation et du Travail. Le parti perd cependant les élections de 1987, ce qui le conduit à occuper plusieurs postes au sein du « cabinet fantôme irlandais » (Opposition Front Bench) : porte-parole pour l'Éducation, la Culture, ou encore le Patrimoine. Pendant une très courte période, il a même été chief whip des députés du Fine Gael.

### Ministre du Tourisme et du Commerce
À la fin de l'année 1992, un gouvernement de coalition se met en place entre le Fianna Fáil et le Parti travailliste (Labour). Toutefois, il ne dure pas et, sans qu'aucune élection anticipée ne soit convoquée, il cède sa place dès le mois de décembre 1994 à une alliance entre le Fine Gael, les travaillistes et la Gauche démocrate (DL), dirigée par John Bruton. Enda Kenny, en tant que chief whip, joue un rôle prépondérant dans la négociation du programme gouvernemental. Il devient, le 15 décembre, ministre du Tourisme et du Commerce.
Au cours de son mandat, l'Irlande connaît une forte progression de sa fréquentation touristique et de son commerce extérieur. Il a notamment accompli le rajeunissement de la parade de la fête de la Saint-Patrick à Dublin et obtenu le passage du tour de France de 1998 en Irlande. Toutefois, la coalition perd l'élection générale de 1997, et il retourne alors sur les bancs de l'opposition.

### Chef du Fine Gael

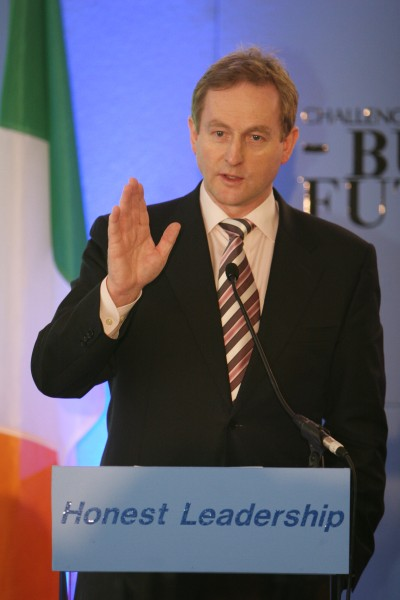
Enda Kenny en 2007.

#### L'échec en 2001 et le couperet de 2002
Bruton renonce à la direction du parti en 2001, à la suite d'un vote de défiance du groupe parlementaire. Kenny se présente alors à sa succession et promet « d'électrifier le parti ». Il est cependant défait par l'ancien ministre de la Santé, Michael Noonan, qui ne lui accorde aucun poste de porte-parole dans son « cabinet fantôme ».
À l'élection du 17 mai 2002, le Fine Gael perd plus de cinq points du pourcentage de voix et vingt-trois députés, sur les 54 qu'ils détenaient. Au cours de ce scrutin, Kenny se trouve lui-même sur le point de perdre son siège de député de la circonscription de Mayo. Il doit effectivement attendre le neuvième décompte pour conserver son mandat parlementaire.

#### Chef critiqué d'un parti démoralisé
Noonan démissionne alors de la présidence du parti, entraînant la tenue d'une élection interne le 5 juin. Cette rapidité a été critiquée par un certain nombre d'adhérents, pour qui il était insensé de procéder à l'élection d'un nouveau dirigeant avant l'analyse de la défaite électorale.
De nouveau candidat, Enda Kenny est cette fois-ci élu chef du Fine Gael et obtient alors une position peu enviable. Il prend en effet la tête d'un parti démoralisé, avec un nombre réduit de députés, face au Premier ministre Bertie Ahern, toujours très populaire. Au départ, son style de direction est critiqué, mais dès 2003, le parti reprend des couleurs alors que le gouvernement d'Ahern connaît une chute de popularité. Sa première grande conférence de presse, en novembre 2003, est bien accueillie dans les médias, et le Fine Gael retrouve alors une plus grande unité.

#### 2004: la première victoire du FG en77 ans
Lors des élections européennes de 2004, sa formation remporte cinq des treize sièges à pourvoir, contre quatre sur quinze en 1999. C'est la première fois, depuis 1927, que le Fine Gael dépasse le Fianna Fáil en nombre de sièges dans une élection nationale.
Peu après, en septembre, il conclut un accord avec le Parti travailliste en vue des élections générales de 2007. Il appelle, en novembre 2005, à l'abolition de l'examen obligatoire de langue irlandaise à la fin de l'enseignement secondaire, et se retrouve sous le feu des critiques. Au mois de mars suivant, il est élu vice-président du Parti populaire européen (PPE) et annonce que son parti reviendra au pouvoir dans un délai de deux ans.
Tout au long de la première moitié de 2006, il adopte un positionnement populiste, en dénonçant le coût de l'immigration, la violence de rue, la pédophilie et en défendant les droits des propriétaires. Il procéda même à la description d'une agression physique dont il avait été victime lors d'un débat au Dáil Éireann, avant de révéler que celle-ci s'était en réalité produite au Kenya, et non en Irlande.

#### Des élections générales de 2007 aux victoires de 2009

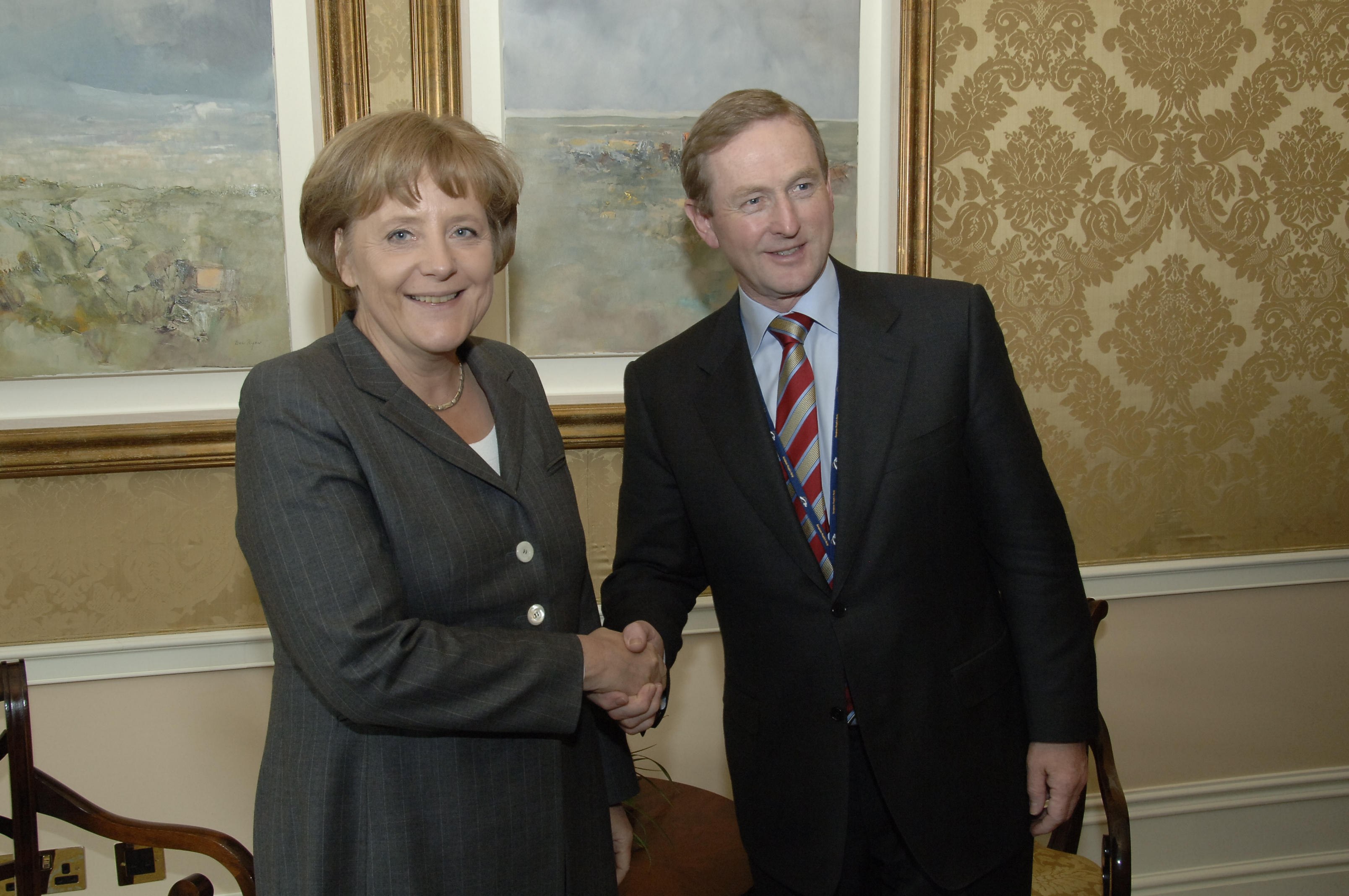
Enda Kenny et Angela Merkel, en 2008.

Les orientations d'Enda Kenny ont tenté de faire du Fine Gael une formation centriste et progressiste. Ses initiatives politiques se sont concentrées sur les droits des consommateurs, les unions civiles, la réforme des finances publiques et une politique de santé préventive. Le parti a dans le même temps cherché à retrouver son image du parti de la loi et de l'ordre, qui cherche à défendre les institutions de l'État. Ainsi, lors de la présentation du programme pour les élections générales du 24 mai 2007, il a promis de créer deux mille trois cents lits d'hôpital et deux mille postes de policiers supplémentaires, de renforcer les peines de prison et les conditions de libération conditionnelle pour les criminels, et d'instaurer la gratuité de l'assurance santé pour les mineurs de moins de seize ans et les personnes payant un faible impôt sur le revenu.
Bien que Bertie Ahern ait été perçu comme le clair vainqueur du débat pré-électoral les ayant opposés, le Fine Gael a connu une forte progression lors du scrutin en recueillant 27,3 % des voix et 51 députés, soit un gain de vingt sièges. Malgré tout, il n'a pas été en mesure de former une coalition gouvernementale, tandis que le Fianna Fáil de Bertie Ahern, qui a recueilli 77 élus, a été capable de conserver le pouvoir au moyen d'une alliance.
En sa qualité de député le plus ancien, quant à la longévité consécutive, il dispose du titre coutumier de « doyen de l'assemblée » (Father of the Dáil). À l'occasion des élections européennes de 2009, sa formation s'impose clairement en remportant 29 % des suffrages et quatre députés sur douze, soit cinq points d'avance sur le Fianna Fáil. Les élections locales qui se déroulaient le même jour sont également remportées par le Fine Gael.

#### Contestation interne de 2010
Le 10 juin 2010, The Irish Times publie un sondage qui conduit au déclenchement d'une crise interne au parti. Celui-ci révèle en effet que le Fine Gael a été doublé par les travaillistes dans les intentions de vote, ceux-ci affichant 32 % contre 28 % à la formation de centre droit, alors que la satisfaction envers Kenny passe de 31 % à 24 %, presque deux fois moins qu'Eamon Gilmore, chef du Parti travailliste. Il annonce, quatre jours plus tard, le limogeage de son adjoint à la direction du parti et porte-parole pour les Finances, Richard Bruton, qui avait tenté de le renverser, et fait savoir qu'il présentera, le 17 juin, une question de confiance aux députés du Fine Gael. Malgré l'opposition publique de neuf parlementaires, il remporte le vote et procède alors à un remaniement de son cabinet fantôme, dans lequel il accorde de nouveau une place à Richard Bruton.

### Premier ministre

#### Élections générales de 2011
Après la décision du Premier ministre, Brian Cowen, de convoquer des élections générales anticipées début 2011 à la suite de la grave crise des finances publiques, celui-ci fait face à une série de démissions au sein de son propre gouvernement, ce qui fait dire au chef de l'Opposition qu'il s'agit « du pire gouvernement » irlandais, et que cela « ne serait jamais arrivé, même au temps des plus grands dictateurs. ». Les enquêtes d'opinion accordent, régulièrement, environ 30 % d'intentions de vote à son parti et 20 % aux travaillistes, contre 15 % à peine au Fianna Fáil. Lors du scrutin, le Fine Gael obtient 76 députés et 36,1 % des suffrages, devenant le premier parti de l'île pour la première fois de son histoire lors d'élections générales. Il entame immédiatement des négociations pour former une coalition avec les travaillistes, qui remportent pour leur part 37 élus, afin d'arriver au pouvoir.
Un accord de coalition, prévoyant la formation d'un cabinet comptant dix ministres issus du Fine Gael et cinq du Labour, est signé le 6 mars, soit trois jours avant la réunion constitutive du Dáil Éireann au cours de laquelle Kenny est désormais assuré d'être investi Premier ministre (Taoiseach). Son programme de gouvernement prévoit notamment une réforme constitutionnelle, le maintien du salaire minimum et du taux de l'impôt sur les sociétés, et la renégociation du taux d'intérêt du prêt international accordé à l'Irlande pour résoudre la crise budgétaire.

#### Premier mandat

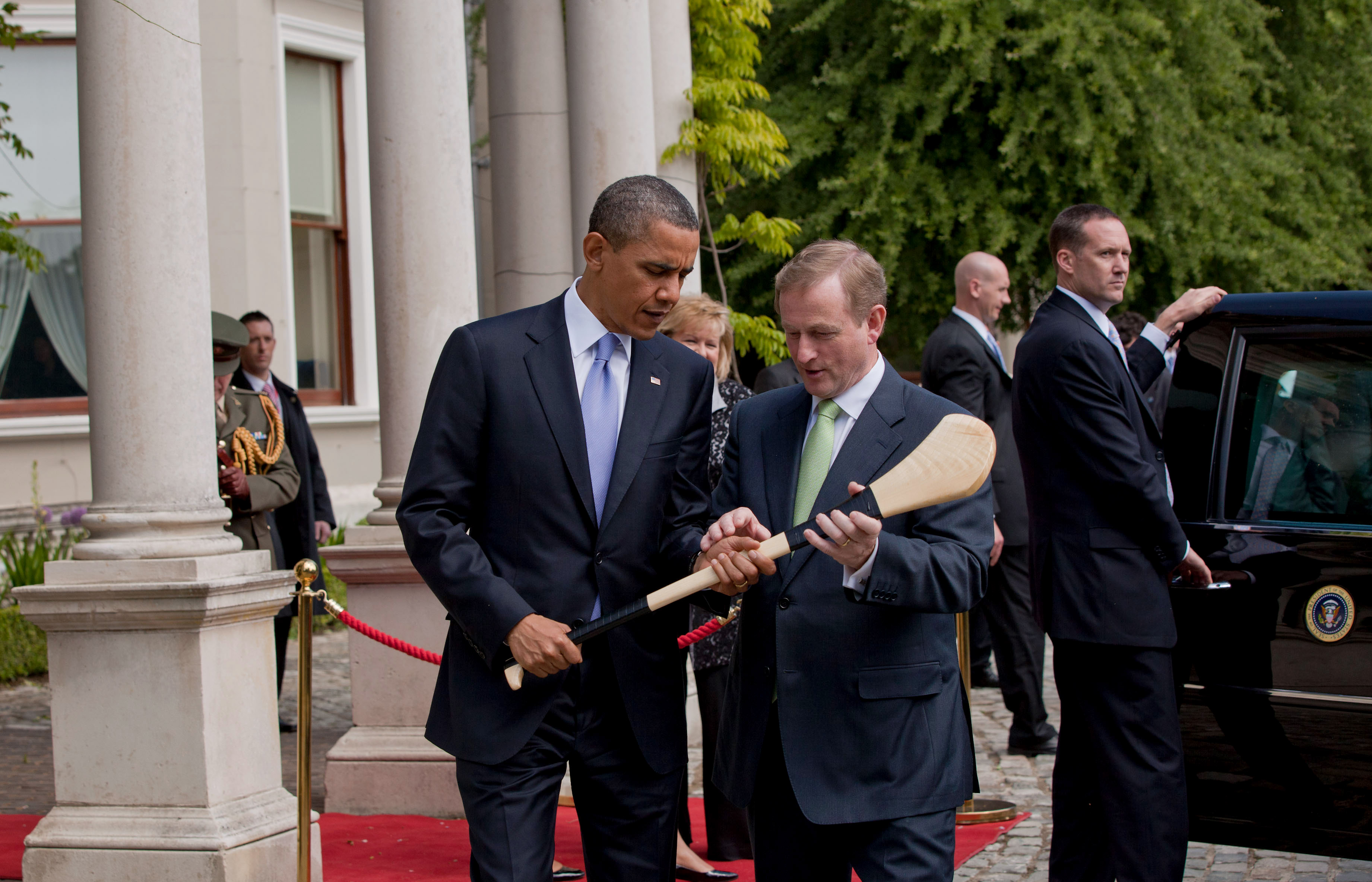
Enda Kenny et le président des États-Unis, Barack Obama, en 2011.

Le 9 mars 2011, Enda Kenny devient le treizième Premier ministre de la république d'Irlande, ayant reçu l'investiture du Dáil Éireann par 117 voix pour et vingt-sept contre. Il est officiellement nommé peu après par la présidente, Mary McAleese. Il annonce peu après la composition du nouveau gouvernement irlandais, dans lequel le chef travailliste Eamon Gilmore occupe les fonctions de Vice-Premier ministre (Tánaiste) et ministre des Affaires étrangères, son prédécesseur à la tête du parti, Michael Noonan, est ministre des Finances, et les ministères de la Justice et de la Défense sont fusionnés. Le cabinet reçoit par la suite la confiance des députés par 116 voix contre vingt-cinq. Dans les deux cas, le gouvernement a recueilli plus de suffrages que sa propre majorité. Lors de son entrée en fonction, il est le deuxième Taoiseach le plus âgé de l'histoire irlandaise.
Il est alors remplacé par le chef du Fianna Fáil, Micheál Martin, comme chef de l'Opposition, après avoir passé plus de huit ans et demi consécutifs à ce poste, ce qui correspond au plus long mandat depuis celui de William T. Cosgrave, entre 1932 et 1944.
Dès les premiers jours, son gouvernement décide de réduire ses dépenses de fonctionnement. Ainsi, son propre traitement baisse de 14 000 euro, pour atteindre 200 000 euros par an, celui du Tánaiste passant pour sa part de 197 000 à 184 000 euro, tandis que l'usage des véhicules officiels avec chauffeur issu des rangs des forces de police est désormais limité au président, au Premier ministre, au Vice-Premier ministre et au ministre de la Justice. Lors de son premier Conseil européen, qui a lieu trois jours après sa prise de fonction, il s'oppose fortement au président français, Nicolas Sarkozy, au cours de ce qu'il surnomme une « dispute française », à propos de la hausse de l'impôt sur les sociétés, fixé à 12,5 % en Irlande et qu'il refuse de voir augmenter, alors que cette augmentation est une condition posée par les dirigeants européens pour revoir, dans un sens plus favorable, le plan d'aide financière irlandais. Il réaffirme ce refus la semaine suivante, lors de la séance hebdomadaire des questions d'actualité au Dáil Éireann.
À la suite de la publication des « tests de résistance » des banques irlandaises, 31 mars 2011, la banque centrale constate que vingt-quatre milliards d'euros sont nécessaires afin d'assurer la solvabilité des établissements. Reniant alors ses promesses de faire payer les responsables, le gouvernement décide d'apporter lui-même cet argent aux banques, s'attirant de nombreuses critiques, ce qui n'entame pas sa popularité dans les sondages.
Face à la crise financière, il opte pour une politique d'austérité caractérisée par la réduction drastique des budgets publics, une forte hausse des impôts et une crise du logement.
En 2013, l'Irlande quitte la tutelle mise en place en 2010 par le FMI et l'UE à la suite de la bulle immobilière de 2007. Le chômage a diminué de 3,2 % en un an mais reste à 12,8 %.
Son gouvernement a été à l'origine d'une assez importante activité d'amendement de la constitution, pas toujours couronnée de succès, avec en moyenne deux référendums chaque année sauf en 2014 où il n'y en eût aucun. Ceux-ci ont d'abord validé deux amendements concernant la politique budgétaire, à savoir le 29e amendement le 27 octobre 2011 (fin de l'interdiction des baisses de salaires du personnel judiciaire) ou le 30e amendement du 31 mai 2012 (ratification du pacte budgétaire européen). En revanche, les réformes institutionnelles profondes promises lors des élections générales de 2011 ont eu des résultats mitigés, avec l'adoption du 33e amendement créant une cour d'appel pour statuer entre la Haute Cour et la Cour suprême le 4 octobre 2013, mais le rejet de l'augmentation des pouvoirs de l'Oireachtas (projet de 30e amendement) le 27 octobre 2011, de l'abolition du Seanad Éireann (projet de 32e amendement) le 4 octobre 2013) ou de la réduction de l'âge d'éligibilité du président d'Irlande de 35 à 21 ans (projet de 35e amendement) le 22 mai 2015. Enfin, deux réformes sociétales sont approuvées durant son premier mandat, avec tout d'abord l'augmentation de la reconnaissance des droits de l'enfant et des mesures de protection de l'enfance prises en charge par l'État (31e amendement) le 10 novembre 2012 ou encore la légalisation du mariage homosexuel (34e amendement) le 22 mai 2015. 
Le 1er juillet 2015, il établit le record de longévité des Premiers ministres issus du Fine Gael, battant le record établi en 1977 par Liam Cosgrave.

#### Élections de 2016
Le 3 février 2016, il annonce qu'il compte demander au président Michael D. Higgins la dissolution du Dáil Éireann en vue de convoquer les élections législatives pour le 26 de ce mois. Le dernier sondage en date avant cette déclaration place le Fine Gael en tête, avec 29 % des intentions de vote. Le Sinn Féin se place deuxième avec 19 %, devant le Fianna Fáil qui totalise 17 %, tandis que le Parti travailliste recueille 10 % d'intentions de vote ; les candidats indépendants sont donnés à 25 %. 
À L'issue du scrutin du 26 février, le Fine Gael arrive en tête avec 25,5 % mais n'obtient que cinquante députés, cependant que son partenaire de coalition, le Parti travailliste, doit se contenter de sept sièges. Le Fianna Fáil se place en deuxième position avec 24,3 % des voix et le Sinn Féin termine seulement troisième avec 13,8 %. Kenny reconnaît très vite l'échec de son gouvernement qui ne dispose plus de majorité au Parlement.
Le 10 mars suivant, le groupe du Fine Gael soumet à l'Assemblée une motion proposant la reconduction de Kenny aux fonctions de Premier ministre, qui ne reçoit que 57 voix favorables, la majorité requise étant de 80 suffrages, tandis que 94 députés votent contre. En conséquence, il présente formellement sa démission au président Higgins mais continue d'assurer la gestion des affaires courantes jusqu'à l'investiture de son successeur.

#### Second mandat
Il parvient à un accord avec le Fianna Fáil le 30 avril, près de deux mois après le scrutin et alors qu'il exerce toujours la direction provisoire de l'exécutif, qui prévoit que Kenny pourra faire voter au moins trois lois de finances, qu'il ne sera pas renversé à l'occasion d'un vote de confiance et que ses remaniements ministériels ne seront pas contestés, sans aucune garantie en revanche sur l'adoption de ses autres projets de loi.
Le 6 mai, Enda Kenny est réélu Premier ministre d'Irlande par le Dáil Éireann, obtenant 59 voix pour, grâce au soutien de députés indépendants, et 49 voix contre, après trois votes infructueux des députés. Il s'est alors engagé à accroître la dépense publique de 6,75 milliards d'euros et à restaurer la gratuité de l'eau, conformément à deux demandes en ce sens du Fianna Fáil. Il constitue son second cabinet quelques heures plus tard, dans lequel il exerce les fonctions de ministre de la Défense, désignant la ministre de la Justice Frances Fitzgerald Vice-Première ministre et nommant ministres quatre députés indépendants.

#### Démission
Il annonce le 17 mai 2017 qu'il démissionne le soir même de la direction du Fine Gael, renonçant de facto à diriger le gouvernement. L'élection de son successeur est programmée au 2 juin suivant. Bien qu'il ait toujours affirmé ne vouloir accomplir que deux mandats de Premier ministre, ce départ précipité semble lié à un scandale au sein des forces de police, le gouvernement, minoritaire, étant également marqué par des mesures impopulaires. Deux ministres se détachent pour prendre sa suite, le favori Simon Coveney et l'outsider Leo Varadkar. C'est pourtant ce dernier qu'il l'emporte avec 60 % des voix.